# Sauberkeitsschicht

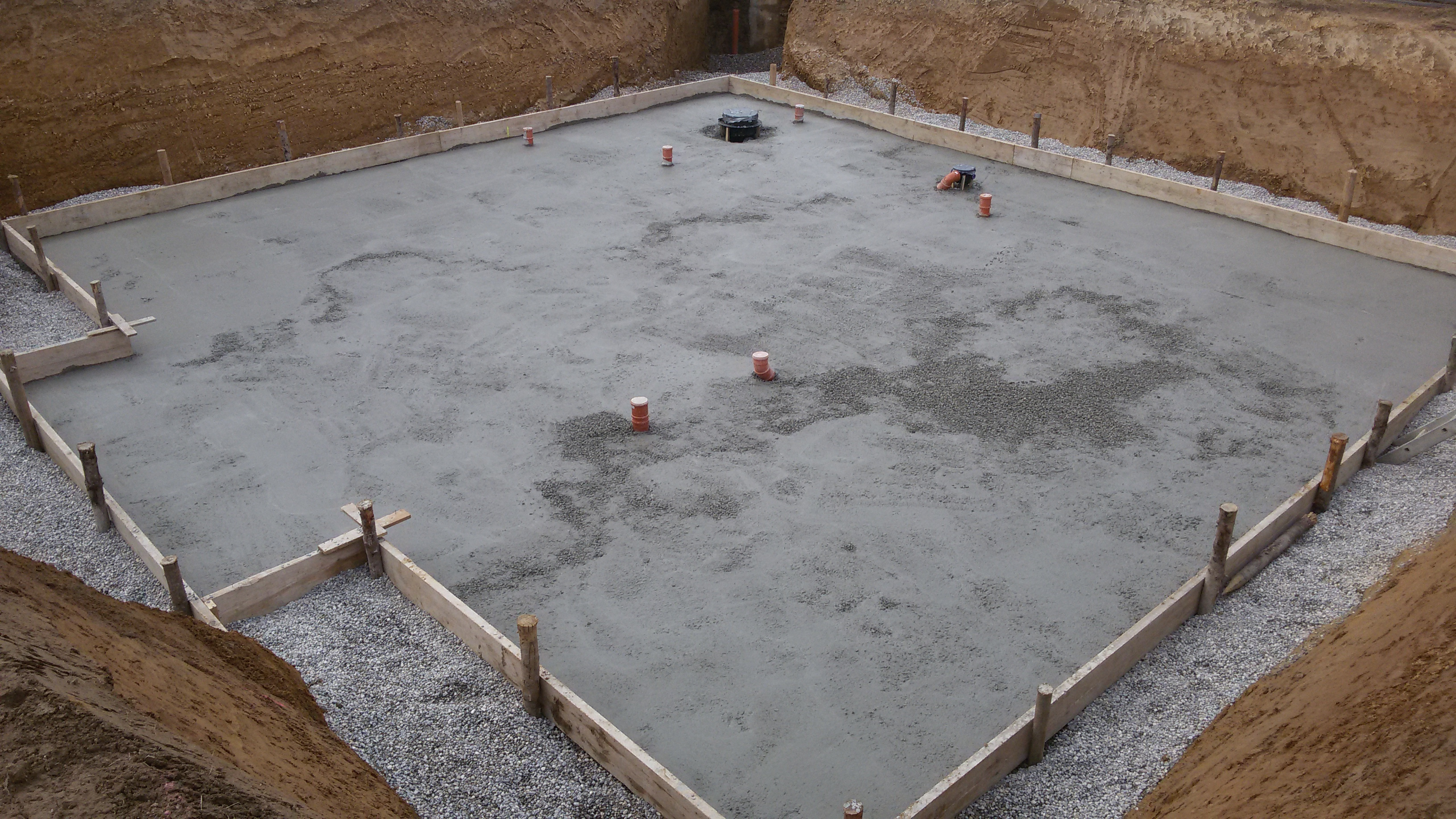
Sauberkeitsschicht für die Bodenplatte eines Einfamilienhauses (Schalung für Bodenplatte bereits gestellt)

Die Begriffe Sauberkeitsschicht (kurz SKS) oder Unterbeton bezeichnen im Bauwesen eine dünne Magerbetonschicht, die sich zwischen der Baugrubensohle und dem Gebäudefundament befindet.

## Zweck
Der Einbau einer Sauberkeitsschicht dient in erster Linie dazu, eine saubere, ebene, sowie relativ belastbare und trockene Fläche für die nachfolgenden Arbeiten zu erhalten. So lässt sich verhindern, dass Betonbewehrung und Abstandhalter in den Baugrund gedrückt werden und damit die geforderte Mindestbetondeckung nicht mehr eingehalten würde. Beim Bau einer Schwarzen Wanne wird die notwendige Abdichtungsschicht direkt auf die Sauberkeitsschicht aufgebracht.
Ferner hat eine Sauberkeitsschicht den Vorteil, dass die Baugrubensohle vor Durchweichung durch Witterungseinfluss geschützt wird. Dies ist insbesondere dann von Bedeutung, wenn der Baugrund empfindlich auf Feuchtigkeit reagiert (wie etwa bei bindigen Böden).

## Eigenschaften
Die Sauberkeitsschicht besteht meist aus Beton mit niedriger Festigkeitsklasse (z. B. C 8/10 mit Expositionsklasse X0), der möglichst eben eingebaut wird. Eine Bewehrung ist nicht erforderlich. Die Dicke beträgt mindestens 5 cm. Bei höheren Anforderungen (beispielsweise bei chemisch aggressivem Erdreich) oder beim Bau einer Schwarzen Wanne ist eine Dicke von 10 cm zu wählen.

## Alternativen
Um Zeit und Kosten zu sparen, wird in manchen Fällen auf die Herstellung einer Sauberkeitsschicht verzichtet und stattdessen auf PE-Folien oder dickwandige Noppenbahnen zurückgegriffen. Beide Produkte stellen allerdings keinen vollkommen gleichwertigen Ersatz dar, da sie ggf. vorhandene Unebenheiten der Baugrubensohle nicht ausgleichen können und zudem die Gefahr besteht, dass die Bewehrung oder die Abstandhalter durchgetreten werden und die Mindestbetondeckung somit nicht mehr eingehalten wird.
Auch eine kapillarbrechende Schicht, Frostschutzschicht oder Dämmschicht unter der Bodenplatte kann als ausreichend feste Ebene ausgebildet werden, um darauf eine Dichtungsschicht auszubringen oder die Mindestüberdeckung der Armierung der Bodenplatte zu gewährleisten. Entweder als Planum aus Kies, Schotter oder Glasschaumschotter, das mit Rüttelplatte oder Handstampfer verdichtet wird, oder als ggf. mehrlagiges System aus XPS-Platten, EPS-Platten oder Glasschaumplatten, die bauaufsichtliche Zulassungen für den Verwendungszweck besitzen sollten.

## Normen und Standards
- DIN EN 1992-1 – Eurocode 2: Bemessung und Konstruktion von Stahlbeton- und Spannbetontragwerken
- DIN 1045-3 – Tragwerke aus Beton, Stahlbeton und Spannbeton – Teil 3: Bauausführung – Anwendungsregeln zu DIN EN 13670